# Бондар Михайло Анатолійович
Михайло Анатолійович Бондар (нар. 14 березня 1955, с. Дубово, Білорусь) — український механік. Член-кореспондент Міжнародної інженерної академії, академік Міжнародної академії біоенерготехнологій. Лауреат Державної премії України в галузі науки і техніки (2001).

## Життєпис
Михайло Бондар народився 14 березня 1955 року у селі Дубовому Барановицького району Брестської області Білорусі.
Закінчив машинобудівний факультет Ленінградського військово-механічного інституту (1978). Відтоді працює на державному підприємстві «Конструкторське бюро «Південне» імені М. К. Янгеля»: інженер (1978—1989), провідний інженер (1989—1997), начальник відділу зернозбиральної техніки (1997—1998), заступник головного конструктора (1998—2003), від 2003 – головний конструктор (2003), нині — головний інженер — перший заступник генерального директора.

## Доробок
Автором близько 100 винаходів, патентів і наукових публікацій.

## Відзнаки
- заслужений машинобудівник України (2012),
- орден «За заслуги» III (2016) та II (2021)[1] ступенів,
- відзнака «Знак пошани» (2005).